# ダニラ (プロンスク公)
ダニラ（ロシア語: Данила、? - 1378年以降）は、14世紀後半のプロンスク公（在位：1372年 - 1378年以降）である。

## 生涯
ダニラは、先代のプロンスク公であるウラジーミル(ru)の死亡した1372年よりプロンスク公位にあった。L.ヴォイトヴィチの説によれば、ダニラはこのウラジーミルの子であるとされる。
1378年のヴォジャ川の戦い(ru)（ドミトリー・ドンスコイ率いるモスクワ大公国軍とプロンスク公国軍が、ヴォジャ川においてジョチ・ウルス軍に勝利した戦闘）を記した年代記上にはダニラの名が記されており、ダニラは連隊の指揮官として戦闘に参加した。
妻子に関する記述は残されていない。